# Калмички језик
Калмички језик (калмучки, орјатски, европски орјатски, западномонголски: калмык-оират, калмацк, калмуцк, калмыцкий язык, кхали, оират, қалмақ, волга оират) припада монголској породица језика. Калмичким језиком говори укупно 500.000 људи у Руској аутономној републици Калмикији, у Монголији и Кини. У Русији се говори у Калмикији (154.000; 2002): 139.000 у Кини; 206.000 у Монголији.
Калмички има неколико дијалеката којима говоре калмичка племена, то су торгут, кок нур, јахачин, бајит, мингат, олот, хошут и дорбот у Кини: јахачин, бајит, мингат, олот, хошут, урианхаи и хонтон у Монголији; и бузава, оират, торгут, дорбот и сарт калмак у Русији.
У Русији се назива калмички, а у Кини и Монголији ојратски.
.